# Flavoproteína

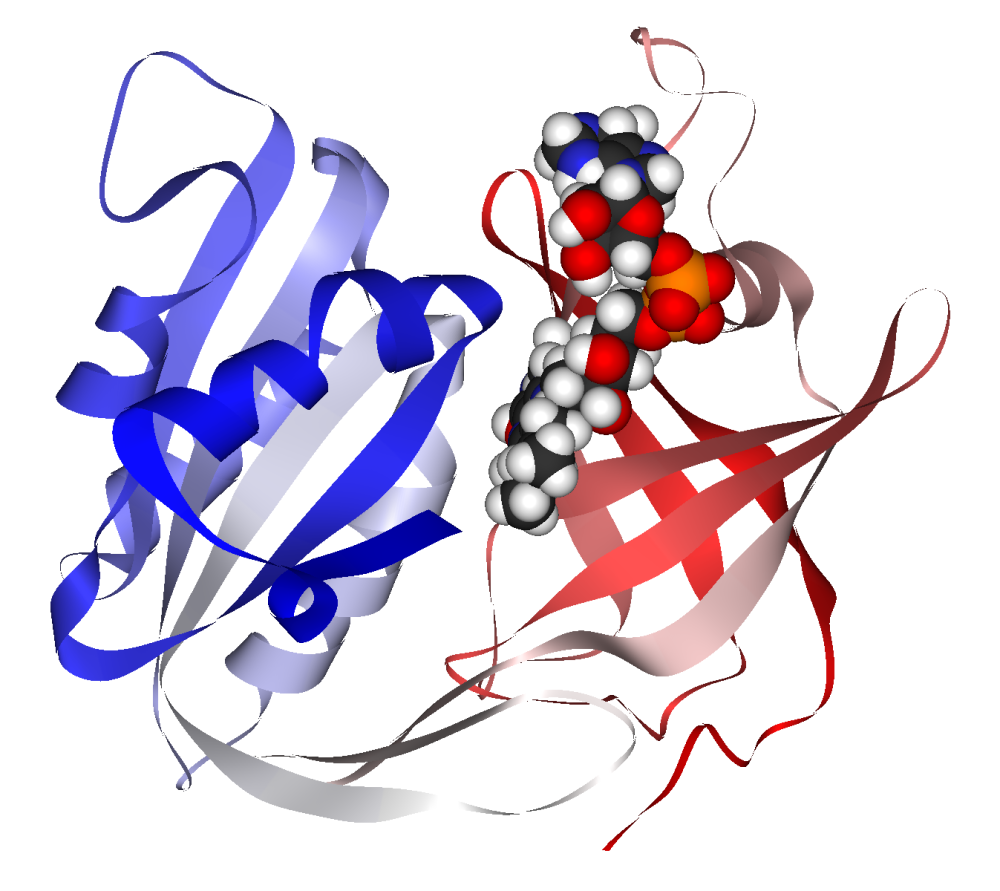
A NADH:citocromo b_{5} oxidorredutase é uma flavoproteína. Na imagem, o cofactor FAD situa-se no centro, em modelo CPK.

As flavoproteínas são proteínas (também flavoenzimas quando são enzimas) que contêm como cofactor enzimático um derivado nucleotídico da riboflavina: o dinucleótido de flavina e adenina (FAD) ou o mononucleótido de flavina (FMN).
Encontram-se flavoproteínas em diversos processos biológicos, incluindo a bioluminescência, combate ao stress oxidativo através da remoção de radicais livres, fotossíntese, reparação de DNA e apoptose. As propriedades espectroscópicas do cofactor flavínico permitem a sua utilização na detecção de mudanças no centro activo enzimático; como consequência, as flavoenzimas são um dos grupos de enzimas mais estudados em Bioquímica.

## Descoberta
A primeira menção a uma flavoproteína na literatura científica data de 1879, quando trabalhos sobre a composição do leite de vaca resultaram na purificação de um pigmento de cor amarelo-vivo (a flavina), que foi na época designado "lactocromo". Subsequentes trabalhos levaram à detecção do mesmo pigmento em diversas fontes, sendo reconhecido como componente do complexo vitamínico B. A sua estrutura foi determinada quase em simultâneo por dois grupos de investigação em 1934 e o composto foi denominado então "riboflavina", por causa da presença de uma cadeia ribitilo e da cor amarela do sistema de anéis conjugados.
Em 1935 surgiu a primeira prova em como a flavina era necessária como cofactor enzimático. Hugo Teorell e colaboradores mostraram que uma proteína amarela de levedura, anteriormente identificada como sendo essencial para a respiração celular, podia ser separada em apoproteína e um pigmento amarelo-vivo. Nem a apoproteína nem o pigmento eram capazes, por si só, de catalisar a oxidação do NADH, mas a mistura de ambos restaurava a actividade enzimática. No entanto, a substituição do pigmento por riboflavina não restaurava a actividade enzimática, apesar de ambos os pigmentos serem espectroscopicamente indistinguíveis. Esta observação levou à descoberta do FMN como necessário para a actividade da proteína, e não a riboflavina.

Experiências similares com a D-aminoácido oxidase levaram à identificação do FAD como uma segunda forma de flavina utilizada por enzimas.